# Instituto Nacional de Educación Física (República Dominicana)
La historia del Instituto Nacional de Educación Física (INEFI)  de la República Dominicana, se remonta al año 1912 cuando se nombraron los primeros profesores de Educación Física Escolar y, en 1929, el gobierno designa el primer director general de Educación Física y Deportes. En el año 1959, mediante la Ley n.º 5133 fue creada la Dirección General de Educación Física Escolar, dependiendo de la Secretaría de Estado de Educación y Bellas Artes, como se denominaba en ese entonces el Ministerio de Educación.
Este organismo tenía como objetivo principal el fomento, la organización y la práctica de la educación física en las escuelas del país, así como la construcción y el mantenimiento de las instalaciones deportivas escolares. Los inspectores y los instructores de educación física adscritos a los planteles de educación eran supervisados por esta institución.

## Historia
En enero del 1975, como consecuencia de la aplicación de la Ley 97 de 1974, que crea la Secretaría del Estado de Deportes, Educación Física y Recreación (hoy Ministerio de Deportes y Recreación), la Dirección General de Educación Física Escolar pasó a formar parte de esa Secretaría de Estado; sin embargo, en enero de 1978 se emitió el Decreto n.º 3235 que la integra nuevamente a la Secretaría de Estado de Educación, Bellas Artes y Cultos (Ministerio de Educación).
El Instituto Nacional de Educación Física (INEFI), fue creado mediante la Ley n.º 33-98 del 16 de enero del año 1998, como órgano descentralizado del Sistema Educativo Dominicano adscrito a la Secretaría de Estado de Educación (SEE). El INEFI sustituye a la antigua Dirección General de Educación Física Escolar.
El INEFI fue concebido como el órgano responsable de coordinar el desarrollo de la Educación Física en los niveles Iniciales, Básicos y Medios de las escuelas y liceos públicos y privados del país.